# Ralph Randolf Gurley
Ralph Randolph Gurley (26 de Maio de 1797 — 30 de Julho de 1872) foi um clérigo, advogado e comandante na American Colonization Society.